# 泰勒·弗林特
泰勒·賈克琳·弗林特（英語：Taylor Jacklyn Flint，1998年11月22日—），本姓柯尼克（Kornieck），是美國職業女子足球運動員，司職中場，現效力國家女子足球聯賽球隊路易維爾競技及美國國家女子足球隊。她曾代表美國參加2022年中北美洲及加勒比海女子足球錦標賽獲得冠軍。
弗林特在大學時期效力於科羅拉多水牛女子足球隊，她於2016年獲得太平洋十二校聯盟（Pac-12）年度最佳新生球員。2019年，弗林特在美國半職業女子足球聯賽的橘郡洛杉磯銀河開啟職業足球生涯，並獲得當年度的聯賽冠軍。隔年，她參加國家女子足球聯賽大學選秀以首輪第3順位被奧蘭多榮耀選中；同年，她被外借至女子德甲球隊杜伊斯堡。2022年，弗林特轉會至聖地牙哥波浪，並於2023年幫助隊伍奪下例行賽冠軍。2024年1月，弗林特以15萬美元轉會至路易維爾競技。

## 個人生活
泰勒·柯尼克於2024年與美國職業烤盤足球運動員貝利·弗林特結為夫婦，並開始使用弗林特（Flint）作為球衣背面上的名稱。

## 外部連結
- Soccerway資料庫：泰勒·弗林特
- 泰勒·弗林特在路易維爾競技（页面存档备份，存于）
- 泰勒·弗林特在國家女子足球聯賽
- 泰勒·柯尼克在奧蘭多榮耀（页面存档备份，存于）
- 泰勒·柯尼克在聖地牙哥波浪（页面存档备份，存于）
- 泰勒·柯尼克在科羅拉多大學水牛女子足球隊（英语：Colorado Buffaloes women's soccer）（页面存档备份，存于）
- 德国足球协会上的泰勒·弗林特（支持德语版）
- 泰勒·弗林特的Instagram帳戶
- 泰勒·弗林特的X（前Twitter）